# 里瑟爾-拉森冰架

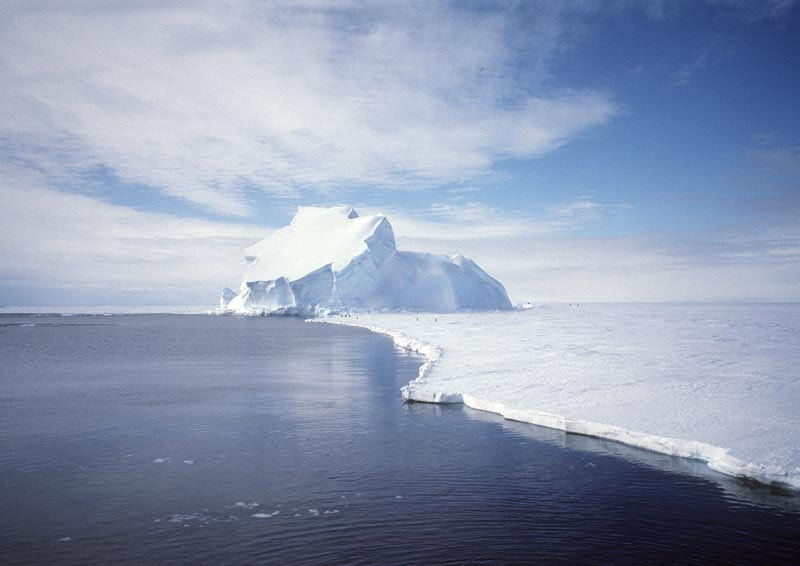
里瑟爾-拉森冰架一景。

里瑟爾-拉森冰架（英語：Riiser-Larsen Ice Shelf）是南極洲的冰架，位於毛德皇后地沿岸，長約400公里，面積48,180平方公里，該冰架大部分地區在1951至1952年被挪威、英國和瑞典的探險隊發現。

## 外部連結
- Emperor penguins mass mourning after chicks die on Antarctic ice shelf （页面存档备份，存于）

72°40′S 16°0′W / 72.667°S 16.000°W